# R. Scott Dunbar
Roy Scott Dunbar es un astrónomo estadounidense que ha intervenido en el descubrimiento de ocho asteroides.
Dunbar descubrió en solitario el asteroide (3551) Verenia y es codescubridor, junto a Eleanor F. Helin, de varios asteroides: (3360) Syrinx, (6065) Chesneau, (6435) Daveross, (7163) Barenboim. Dunbar también codescubrió (3362) Khufu junto a Maria A. Barucci. El asteroide (3718) Dunbar, descubierto por E. F. Helin y Schelte J. Bus, es llamado así en su honor.
Dunbar y Helin también reclamaron el descubrimiento del cometa 1980 P, el cual se demostró no existir, ya que se tataba de una imagen fantasma de Régulo.